# 澳洲囊口七鰓鰻
澳洲囊口七鰓鰻（學名：Geotria australis）是囊口七鳃鳗科中的唯一物种。分布于南半球。幼年时期在淡水中度过，成年后迁移到海洋中，然后回到淡水中产卵并死亡。

## 描述

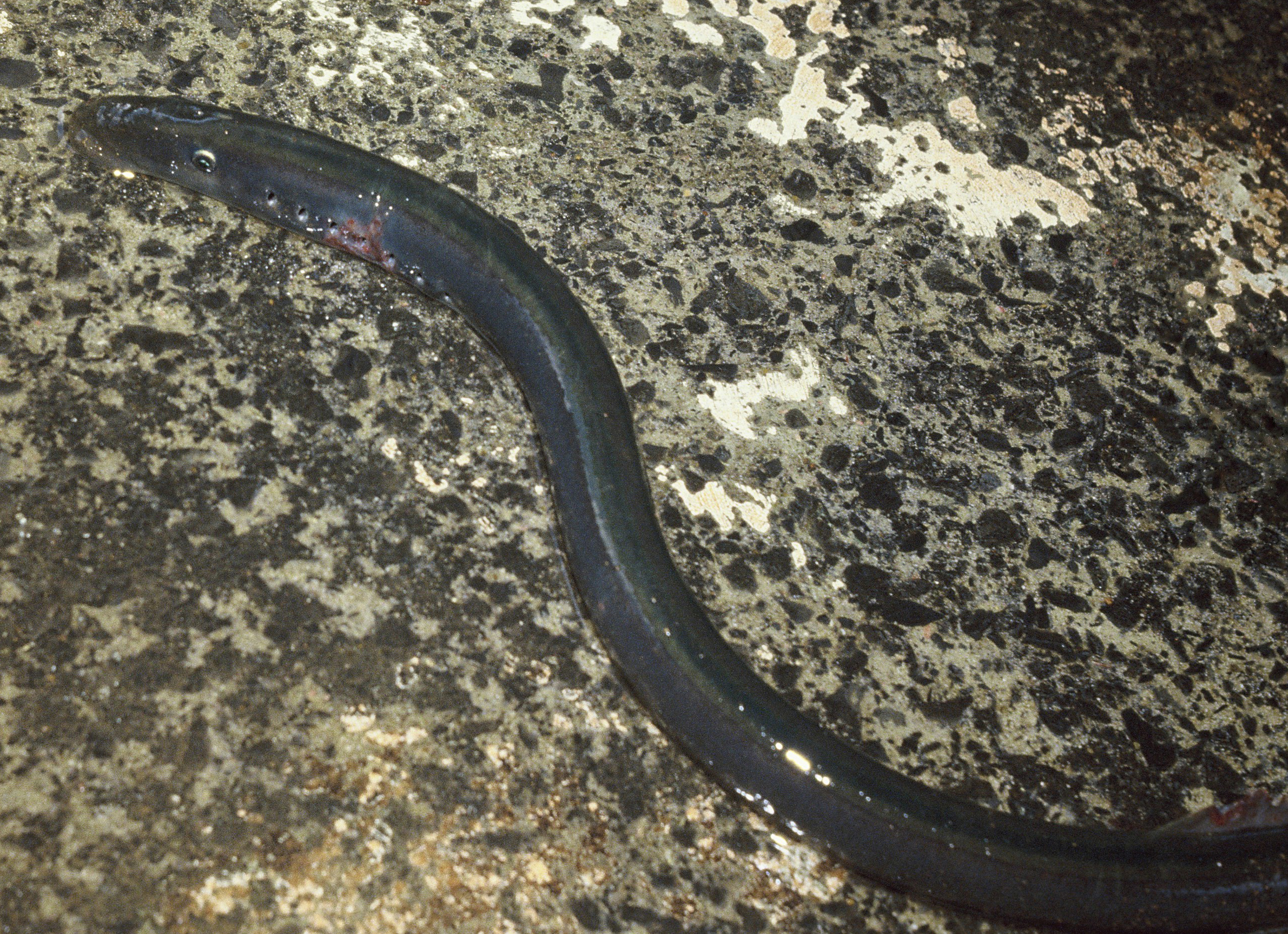
澳洲囊口七鰓鰻，攝於紐西蘭北地大區

澳洲囊口七鰓鰻和其他七鰓鰻一樣，具有類似於鰻魚細瘦的身體，體長可達60 cm（24英寸）。兩枚背鰭，位於體後端。不具有上下頜，口腔為吸盤狀。成年個體體色為銀色，但進到淡水水域之後，由於體內膽綠素的沉積，體色就會逐漸轉變為褐色。成年的雄性個體於眼下處會發展出一個囊袋，目前這個囊袋的功能仍然未知。這個囊袋被認為功能可能與其他棲息於北半球的七鰓鰻類似，在繁殖期時用來收集儲存築巢所需的石頭。

## 生命史
澳洲囊口七鰓鰻幼體體色為灰褐色，會於淡水水域棲息四年直到持續六個月的變態完成，體色會轉為帶有藍綠色條紋的銀色。中樞神經系統的發展在巨眼幼體階段（Macropthalmia stage）尤其明顯，特別是大腦的視覺區。這個發育階段個體會逐漸遷徙至海域生活。
成年個體生活於開放海域，寄生於其他魚類身上。牠們會依附於魚鰓或體側，並刮下組織食用。在繁殖時會游回到淡水水域生活，最多18個月直到完全性成熟，產卵後牠們會用身體圍繞於卵的周圍進行保護，最多曾有持續105天的紀錄，直到死亡。

## 棲息與分布地
澳洲囊口七鰓鰻廣泛分布於南半球，包括紐西蘭、智利、阿根廷、福克蘭群島、南喬治亞與南桑威奇群島、以及澳洲的西南及東南角。

## 生存威脅
澳洲囊口七鰓鰻的天敵包括信天翁、鸕鶿、大型魚類與海洋哺乳動物。水質汙染被認為是牠們數量下降的主要原因。

## 外部連結
- New Zealand lamprey discussed on RadioNZ Critter of the Week, 12 February 2016 （页面存档备份，存于）